# もとひら了
もとひら 了（もとひら りょう、本名：原平 随了〈もとひら ずいりょう〉、1954年 - ）は、日本の、浄土真宗の僧侶（空誓寺住職）、元アニメ監督・アニメ脚本家。富山県氷見市出身。

## 来歴・人物
シンエイ動画に入社後、演出助手進行を務める。『ドラえもん』では1981年から1984年までチーフディレクターも務めていた。退社後はフリーの脚本家となる。
映画『ドラえもん のび太のパラレル西遊記』、映画『ドラミちゃん ミニドラSOS!!!』、アニメ『エスパー魔美』、映画『クレヨンしんちゃん アクション仮面VSハイグレ魔王』、アニメ『21エモン』など多数の作品で脚本を務めた。
2003年に母親が亡くなり、空誓寺住職の父親が一人暮らしになったことを受け、築地本願寺内の東京仏教学院で1年間修行した後、2005年4月から空誓寺の僧侶となった。現在は同寺の住職となっている。
2006年公開の映画『クレヨンしんちゃん 伝説を呼ぶ 踊れ!アミーゴ!』で脚本を執筆したのを最後にアニメ業界から引退した。

## 参加作品

### テレビアニメ
- エスパー魔美（脚本）
- クレヨンしんちゃん（脚本）
- こちら葛飾区亀有公園前派出所（脚本）
- 超ロボット生命体トランスフォーマー マイクロン伝説（脚本、シリーズ構成）
- チンプイ（脚本）
- 飛べ!イサミ（脚本）
- ドラえもん（チーフディレクター、脚本、絵コンテ、演出）
- 21エモン（脚本）
- YAT安心!宇宙旅行（脚本）
- おねがい!サミアどん（脚本）[2]
- 楽しいロン・デ・フォン 冒険日記（脚本）
- まんがはじめて面白塾（脚本）
- ハックルベリー・フィン物語（脚本）
- HARELUYA II BØY（脚本）
- ドリモグだァ!!（絵コンテ、演出）

### 劇場アニメ
- クレヨンしんちゃん アクション仮面VSハイグレ魔王（脚本）
- ドラえもん のび太のパラレル西遊記（脚本）
- ドラミちゃん ミニドラSOS!!!（脚本）
- クレヨンしんちゃん 伝説を呼ぶ 踊れ!アミーゴ!（脚本）

### OVA
- 聖ミカエラ学園漂流記（脚本）
- 独身アパートどくだみ荘II（脚本）
- 楽勝!ハイパードール（脚本）